# Crinum calamistratum
Crinum calamistratum là một loài thực vật có hoa trong họ Amaryllidaceae. Loài này được Bogner & Heine mô tả khoa học đầu tiên năm 1987.